# Pedicularis panjutinii
Pedicularis panjutinii är en snyltrotsväxtart som beskrevs av E. Busch. Pedicularis panjutinii ingår i släktet spiror, och familjen snyltrotsväxter. Inga underarter finns listade i Catalogue of Life.